# Chế độ ăn Okinawa

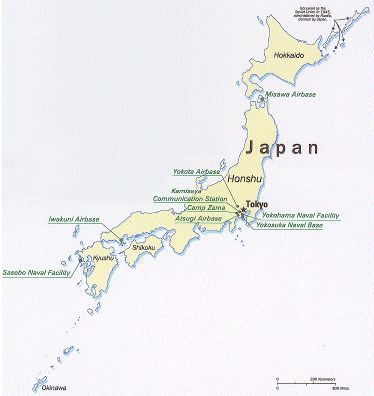
Chế độ ăn Okinawa

Chế độ ăn Okinawa là chế độ ăn kiêng được trên thói quen ăn uống của cư dân tại đảo Ryukyu - Nhật Bản.

## Chế độ ăn của cư dân đảo
Người dân trên đảo Ryukyu Islands (hòn đảo lớn nhất trong quần đảo Okinawa) có tuổi thọ cao nhất thế giới,
Mặc dù tuổi thọ của người Nhật không tăng trong những năm gần đây.
Chế độ ăn truyền thống của người dân đảo có lượng rau quả chiếm đến 30%. Mặc dù chế độ ăn truyền thống của người Nhật gạo là ngũ cốc chính, Nhưng ở Okinawa gạo chỉ chiếm một lượng nhỏ và ngũ cốc chính tại đây là khoai lang. Chế độ ăn của người dân Okinawa chỉ tiêu thụ 30% lượng đường và 15% lượng gạo so với mức trung bình ở Nhật
Chế độ ăn cũng bao gồm lượng nhỏ cá, tiêu thụ nhiều sản phẩm từ đậu nành và các loại cây họ đậu khác (chiếm khoảng 6% lượng calo tiêu thụ). Chế độ ăn cũng bao gồm thịt heo, tất cả các bộ phận đều được chế biến bao gồm cả nội tạng. Tuy nhiên, thịt heo chủ yếu được ăn trong những tháng lễ hội. Thực tế thức ăn chính trong chế độ ăn hàng ngày vẫn là thực vật.
So sánh giữa chế độ ăn ở Okinawa nơi có tuổi thọ cao nhất Nhật Bản và chế độ ăn ở Akita nơi có tuổi thọ ngắn hơn, lượng calci, sắt, vitamins A, B1, B2, C và tỉ lệ cung cấp năng lượng giữa protein và chất béo ở Okinawa cao hơn rõ rệt so với Akita. Còn lượng carbohydrate và muối ở Okinawa thấp hơn so với Akita.
Lượng thịt heo tiêu thụ/ người/ năm ở Okinawa cao hơn mức trung bình ở Nhật. Ví dụ, Lượng thịt heo tiêu thụ/ người/ năm ở Okinawa năm 1979 là 7,9 kg vượt khoảng 50% so với mức trung bình ở Nhật.
Lượng thức ăn được người Okinawa sử dụng so với nơi khác ở Nhật vào khoảng 1950 cho thấy: tổng calo ít hơn (1785 vs 2068), chất béo bão hõa ít hơn (4.8% vs. 8%), gạo ít hơn (154 grams vs 328g), lúa mì, lúa mạch và các ngũ cốc khác ít hơn (38 g vs. 153g), đường ít hơn (3g vs. 8g), sản phẩm từ loại đậu nhiều hơn (71g vs 55g), cá ít hơn (15g vs 62g), thịt ít hơn (3g vs 11g), trứng ít hơn (1g vs 7 g), bơ sữa ít hơn (<1g vs 8 g), khoai lang nhiều hơn rất nhiều (849g vs 66g), các loại khoai tây ít hơn (2g vs 47g), trái cây ít hơn (<1g vs 44g), không sử dụng nước ngâm hoa quả (0g vs 42g). Đặc biệt, lượng khoai lang chiếm 849 grams so với 1262 grams thức ăn được tiêu thụ, chiếm 69% tổng calo.
Một cụ già ở Okinawan sống đến 100 tuổi có chế độ ăn bao gồm các thức ăn chỉ cung cấp năng lượng trung bình 1 calo/gram có chỉ số BMI là 20.4 trong giai đoạn thanh niên và trung niên.
Ngoài tuổi thọ cao, người dân Okinawa tỉ lệ tử vong do các bệnh tim mạch và ung thư thấp. Trong năm 1995 Wilcox (2007) đã so sánh tỉ lệ tử vong ở các độ tuổi của người Okinawa với người Mỹ và thấy rằng: tỉ lệ tử vong trung bình ở Okinawa ít hơn 8 lần đối với bệnh hẹp đông mạch vành, ít 7 lần đối với ung thư tuyến tiền liệt, ít hơn 6.5 lần đối với ung thư vú, ít hơn 2.5 lần đối với ung thư trực tràng so với mức trung bình của người Mỹ ở cùng độ tuổi.
Chế độ ăn truyền thống ở Okinawa trở thành chế độ ăn kiêng đến thập niên 1960. Sau đó, chế độ ăn kiêng này phổ biến ở phương Tây và toàn Nhật Bản, với lượng chất béo tiêu thụ từ khoảng 10% đến 27% trong tổng lượng calo tiêu thụ và khoai lang thay thế cho cơm và bánh mì.

## Chế độ ăn kiêng giảm cân
Chế độ ăn này liên quan đến kiểm soát lượng năng lượng hấp thu từ thức ăn dựa trên chế độ ăn truyền thống của người Okinawa. Nguyên tắc xây dựng chế độ ăn kiêng dựa trên thông tin về lượng năng lượng cung cấp (calo/gam) của riêng từng loại thức ăn.
Khuyến cáo chế độ ăn chia thức ăn làm bốn loại dựa trên lượng calo/gam thức ăn:
Thức ăn "hạng ruồi" có lượng calo/gam nhỏ hơn hoặc bằng 0.8 loại thức ăn này có thể ăn thỏa mái mà không cần lo lắng.
Thức ăn "hạng nhẹ" có lượng calo/gam từ 0.8 đến 1.5 loại thức ăn này khi ăn cần điều tiết.
Thức ăn "hạng vừa" có lượng calo/gam từ 1.5 đến 3.0 loại thức ăn này theo dõi cẩn thận và chia khẩu phần rõ ràng.
Thức ăn "hạng nặng" có lượng calo/gam từ 3 đến chín loại thức ăn này nên hạn chế ăn.